# Newcomb (cratère)
Newcomb est un cratère de la Lune situé au sein de la chaine de montagnes Montes Taurus, à l'est de la Mare Serenitatis.
Ce cratère est nommé en l'honneur de l'astronome américain Simon Newcomb (1835-1909).